# Botanophila vitticollis
Botanophila vitticollis är en tvåvingeart som först beskrevs av Fritz Isidore van Emden 1941.  Botanophila vitticollis ingår i släktet Botanophila och familjen blomsterflugor. Inga underarter finns listade i Catalogue of Life.